# Eyrein
 Eyrein  (en occitano Airent) es una comuna y población de Francia, en la región de Lemosín, departamento de Corrèze, en el distrito de Tulle y cantón de Corrèze.
Su población en el censo de 2008 era de 517 habitantes.
Está integrada en la Communauté de communes Tulle et Coeur de Corrèze .

## Demografía
| 641 | 642 | 602 | 559 | 513 | 482 | 517 |
| Para los censos de 1962 a 1999 la población legal corresponde a la población sin duplicidades (Fuente: INSEE [Consultar]) |     |     |     |     |     |     |